# Anguirus
Anguirus (アンギラス Angirasu?) es el segundo kaijū ("monstruo gigante"), que apareció sólo un año después de Godzilla, en la película de Toho de 1955 Godzilla Raids Again. El nombre inglés original dado al monstruo de Toho era Angilas, que fue cambiado a Angurus en Gigantis, the Fire Monster, de 1959, versión americana de la película. A mediados de la década de 1990, Tōhō protegió por derechos de autor la versión revisada del nombre Anguirus, lo que lo hace oficial.

## Apariencia

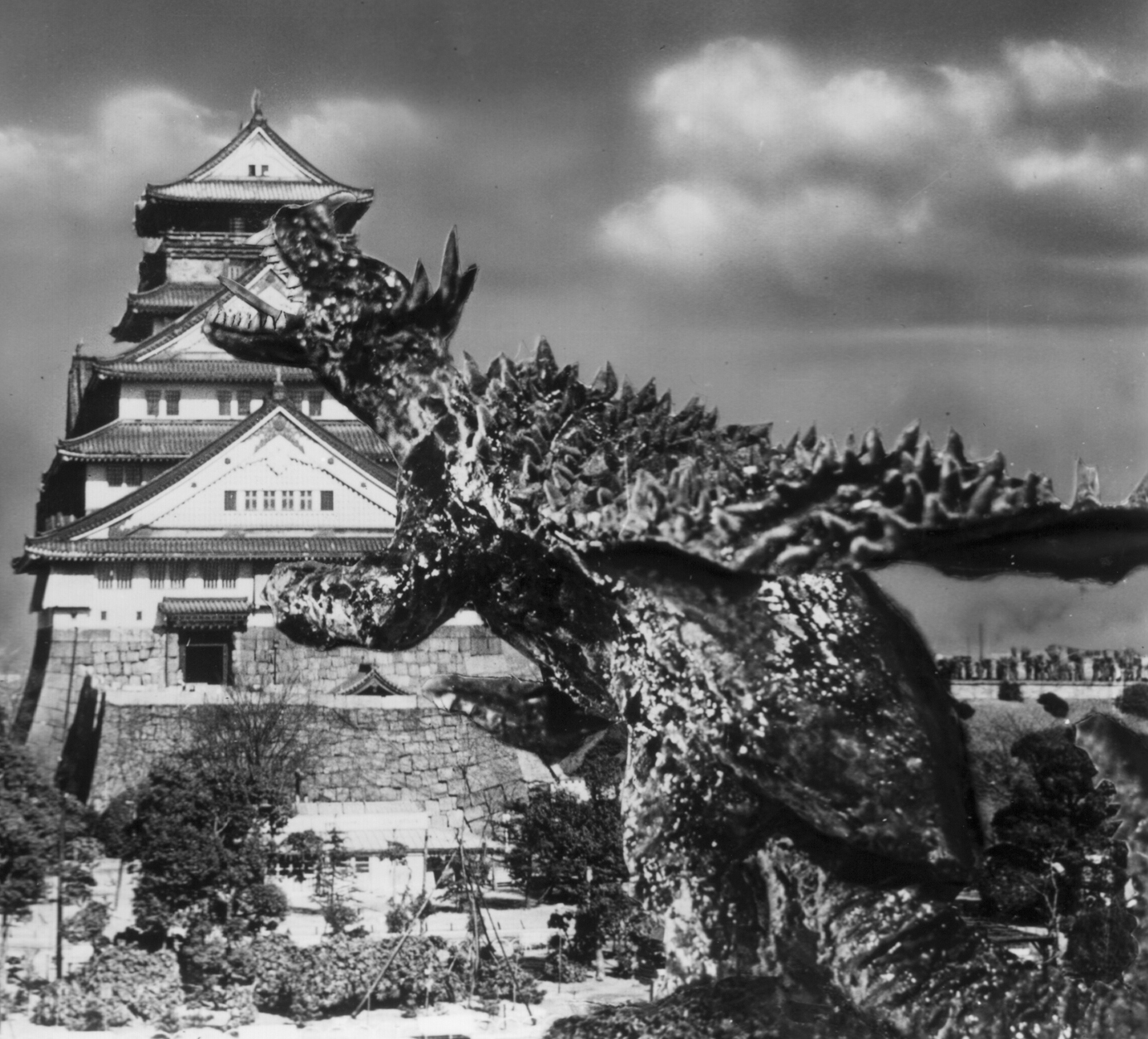
Anguirus, un detalle del póster de Godzilla Raids Again.

En aspecto, Anguirus es un dinosaurio cuadrúpedo, un anquilosaurio mutado. Tiene varios cuernos en la parte superior de su cabeza y un solo cuerno encima de su nariz, como un rinoceronte. Su cara es larga y saliente, como un cocodrilo, y tiene filas de dientes de sierra. Su caparazón es erizado con largos y afilados picos. La cola de Anguirus está cubierta de espinas y constituye la mayor parte de la longitud del cuerpo. Sus extremidades posteriores son más largas que su frontales y puede pararse sobre ellos alzarse en su plena altura, aunque en general, camina en cuatro patas.

## Habilidades especiales
Anguirus está armado con afilados dientes, garras, cuernos, y un caparazón espinado. Aunque agresivamente es un tenaz luchador, Anguirus carece de capacidad en comparación con otros oponentes de Godzilla. No obstante, independientemente de cuánto más fuerte su oponente podría ser, Anguirus nunca se retira de una lucha sin recibir un fuerte castigo. En su primera aparición en Godzilla Raids Again, se explicó que Anguirus "es capaz de correr increíblemente rápido, en su mayor parte debido a la ampliación de su cerebro en su pecho y zonas abdominales, lo que le permite reaccionar con mayor rapidez. Él puede buscar rápidamente a sus oponentes con enormes saltos y es capaz también de correr considerables distancias. Dos de sus más impresionantes ataques implican saltar hacia atrás hacia sus opositores con su caparazón de pinchos o mandíbula; el más famoso ejemplo de esto último cuando se enfrenta al King Ghidorah en Kaijū Sōshingeki, donde se le aferró del cuello en pleno vuelo. 
En Godzilla: Final Wars Anguirus fue rediseñado con la capacidad de enrollarse a sí mismo en una bola y propulsarse adelante con enorme velocidad, una capacidad que más probablemente es inspirada por el videojuego Godzilla: Destroy All Monsters Melee. En la versión de Final Wars también poseía una cola parecida a la de un real anquilosaurio, aunque él no lo usó en el combate. Rodan, King Caesar y él fueron los únicos monstruos que sobrevivieron a su batalla con Godzilla, un homenaje a las películas Shōwa en las que ellos fueron los aliados de Godzilla.

## Orígenes

### Serie Showa
Anguirus es un anquilosaurio mutado, que al parecer fue alterado por las bombas de hidrógeno lanzadas en el Pacífico, al igual que Godzilla, como se explica en su primera aparición. Anguirus fue el primer enemigo que se enfrentó con Godzilla, en 1955 (Godzilla Raids Again). Al parecer, la especie de Anguirus es muy competitiva hacia otras criaturas hostiles, lo que explica sus ataques a Godzilla. Godzilla y Anguirus lucharon en Osaka, y después de una feroz lucha Godzilla ganó con un mordisco al cuello. A continuación, incineró el cuerpo de su oponente con su aliento atómico. 
Anguirus fue vuelto a introducir (en un flamante traje) en la película de 1968 Kaijū Sōshingeki como un aliado de Godzilla, que vive con él en Monsterland. Los aficionados han especulado que alternativamente se trataba de un nuevo Anguirus, o que el primero había sobrevivido de alguna manera. Este traje se volvió a utilizar durante el resto de la serie Showa, y Anguirus continuó en su calidad de aliado de Godzilla. Ayudó a Godzilla a repeler a los monstruos del espacio, Gigan y King Ghidorah, en 1972 (Chikyū Kogeki Meirei Gojira tai Gaigan). Él regresó a Monster Island, pero la isla fue perturbada por los ensayos de bombas nucleares (Godzilla tai Megalon). El suelo debajo de Anguirus se agrietó y cayó en un hoyo. 
El siguiente Anguirus apareció a principios de Godzilla vs. Mechagodzilla, cubierto de nieve en una región (posiblemente Siberia), donde fue testigo de la primera aparición de Mechagodzilla. Debido a la anterior película, donde cayó en un hoyo, él levanta del suelo. Él siguió a Mechagodzilla hasta Japón y lo enfrentó allí. Sin embargo, Mechagodzilla es demasiado poderoso para Anguirus, es gravemente herido por él, rompiendo su mandíbula en una sangrienta batalla. Anguirus se vio obligado a retirarse, posiblemente a llamar a Godzilla. 
En 1999, (Kaijū Sōshingeki se lleva a cabo en este año, a pesar de que se hizo en 1968) Anguirus y los demás habitantes de Monsterland fueron capturados y controlados mentalmente por unos aliens conocidos como Kilaaks que desean dominar la Tierra. Anguirus es vigilado por Kilaak hasta que el hombre rompe el control mental. Anguirus fue enviado a luchar contra King Ghidorah en Fuji, donde él y los otros monstruos son destruidos con éxito. Si bien la lucha contra King Ghidorah, Anguirus apareció inadvertidamente bajo el puesto de mando de los Kilaaks, ayudando a Godzilla a destruirlos. Anguirus y los otros monstruos regresan a su casa donde viven en paz hasta el día de hoy.

### Serie Millennium
Después de 30 años de ausencia Anguirus volvió en la película de 2004, Godzilla: Final Wars como un monstruo controlado por los Xilianos. (Esta es una línea de tiempo distinta de la serie Showa). Aparece en Shanghái, y pisotea todo en su camino. Luego aparecieron los Xilianos y teletransportan a Anguirus y los demás monstruos a una gran distancia. Los Xilianos les dijeron a los seres humanos que eliminaron al Kaiju para salvar la Tierra, pero pronto se descubrió que era una artimaña, y que los Xilians controlaban al Kaiju.
Más tarde, los Xilianos utilizan a Anguirus, Rodan, y King Caesar para combatir a Godzilla en el Monte Fuji, pero fueron derrotados fácilmente.